# Bahrain World Trade Center
Het Bahrain World Trade Center bestaat uit twee torens en is een van de grootste gebouwen van Bahrein. Het gebouw staat in de hoofdstad Manamah. De torens zijn elk 240 meter hoog en hebben elk 50 verdiepingen. Het is ook 's werelds eerste wolkenkrabber waarin windturbines zijn geïntegreerd. Mede hierdoor heeft het project verschillende onderscheidingen gekregen voor duurzaamheid.
Doordat dit gebouw windturbines heeft worden de twee torens verbonden door drie bruggen. Elk van deze bruggen bevat 1 windturbine met een diameter van 29 meter. Deze turbines zijn gericht naar het noorden, de richting waar normaal gesproken de wind van de Perzische Golf vandaan komt. De torens zijn in de vorm van een zeil gebouwd waardoor de wind tussen de twee gebouwen door wordt "geperst" zodat de wind maximaal benut wordt. Dit wordt bevestigd door windtunneltests, die aantonen dat het gebouw een 'S'-vormige stroom creëert en dit garandeert dat elke wind onder een hoek van 45° aan elke kant van de centrale as waardoor de wind loodrecht op de turbines komt. Dit is een significante verbetering waardoor het opwekken van elektriciteit beter is gegarandeerd. Er wordt verwacht dat deze turbines tussen de 11 en 15% van het totale stroomverbruik van de toren voor hun rekening nemen, of ongeveer 1,1 tot 1,3 GWh. Dit staat gelijk aan het verbruik van 300 huishoudens. De turbines zijn voor het eerst gelijktijdig ingeschakeld op 8 april 2008. Verwacht wordt dat ze 50% van de tijd operationeel zijn.